# 魔鬼必歌妙音耶？
《魔鬼必歌妙音耶？》（英語：Must the Devil Have All the Good Tunes?）是美国作曲家约翰·库利奇·亚当斯所作的第三部钢琴协奏曲，其标题取自德意志神學家马丁·路德的一句名言。该作品由古斯塔沃·杜达梅尔于2019年3月7日指挥洛杉矶爱乐乐团同王羽佳首演，后于2019年的11月录制，并由德意志留聲機唱片公司于2020年4月17日发布。此前亚当斯已分别于1989年和1997年作钢琴协奏曲《厄洛斯的钢琴》和《世纪摇滚》。

## 创作
亚当斯将该作品标题的灵感归结于紐約客杂志中的一篇关于多蘿西·戴伊的文章其中的一段话，即“魔鬼必歌妙音耶？”，而此前亚当斯选定的是“哈利路亚的路口”（Hallelujah Junction）。该作品由三个传统形式的乐章组成，即符合钢琴协奏曲的快-慢-快格式，且乐章之间没有停歇。

### 结构
该作品包含三个乐章：
1. 粗犷的，时髦的，但节奏很快的；神经质的，机器人似的
2. 慢得多；轻轻地，放松的
3. 更快速的：痴迷的、摇摆的

演奏时长总计为28分钟。
亚当斯一改之前在钢琴协奏曲《世纪摇滚》通过活泼且重复的极简主义节奏的开场风格，转而在该作品的第一乐章由钢琴奏出重复且强而有力的低音和弦开场，随后这样的乐想又逐渐转移至整个乐团。沉思般的第二乐章融合钢琴协奏曲的传统演奏风格以及粗犷和节奏强劲的元素，尽管在较慢的乐章，亚当斯依旧通过稳定持续的弦乐创造出潜在的紧张感。伴随着爵士风的钢琴演奏以及咆哮般的低音，该作品在第三乐章被其悦耳而又简单的旋律和其即兴般的变奏推向了高潮。

## 配器
|  |  |  | 木管乐器 2 长笛（1 兼任短笛） 2 双簧管 2 单簧管（1 兼任巴塞管） 1 英国管 1 低音單簧管 2 巴松管 1 低音巴松管 | 铜管乐器 4 圆号 2 小号 2 长号 | 打击乐器 牛铃（Cowbell） 大鼓 小鼓 | 钢琴 独奏钢琴 图钉钢琴（Honky Tonk Piano） | 弦乐器 第一、第二小提琴 中提琴 大提琴 低音提琴 低音吉他 |